# Abdal Musa

Abdal Musa

Abdal Musa, betitelt auch Abdal Musa Sultan genannt, war ein Derwisch des 13./14. Jahrhunderts. Er stammte aus dem Ort Choy im Iran und ist ein wichtiger Heiliger (Abdāl) in der Lehre der Aleviten. Nach einem ihm zugeschriebenen Gedicht stammte seine Familie ursprünglich aus Chorasan. Er war ein Schüler von Hacı Bektaş Veli und spielte eine wichtige Rolle bei der Neustrukturierung des Wissens und des Gebetsrituals der Aleviten. Noch heute führt man „edep ve erkan“ (etwa: „Anstand und Würde“) auf Abdal Musa zurück. Darüber hinaus wirkte er auch beim Aufbau der Janitscharen-Truppen (türk. Yeniçeri) mit.
Laut einer Sage bewirkte der Bektaschi-Jünger, dass das Wasser im Winter und im Sommer jeweils von unterschiedlichen Seiten eines Berges hinabfloss. Es gibt auch eine weitere Sage bezüglich seines Schülers Kaygusuz Abdal, in der Kaygusuz Abdal mit Pfeil und Bogen Abdal Musa Sultan in Gestalt eines Hirsches ins Herz schießt, und den verwundeten Hirsch verfolgt. Als Kaygusuz Abdal zu einem Gebetshaus kommt, verschwindet der Hirsch im Körper von Abdal Musa Sultan.
Jährlich am ersten Juni-Wochenende wird im Dorf Tekke bei Elmalı/Antalya ein Gedenkfest zu Ehren der Freigiebigkeit Abdal Musas gefeiert. Noch heute gibt es die Erzählung, dass zur Zeit Abdal Musas aus ganz Indien und Chorasan riesige Karawanen von Kamelen und Pferden nach Anatolien zogen. 
| Personendaten    | Personendaten                        |
| ---------------- | ------------------------------------ |
| NAME             | Musa, Abdal                          |
| ALTERNATIVNAMEN  | Musa Sultan, Abdal                   |
| KURZBESCHREIBUNG | Alevite                              |
| GEBURTSDATUM     | 13. Jahrhundert oder 14. Jahrhundert |
| GEBURTSORT       | Choy (Iran)                          |
| STERBEDATUM      | 13. Jahrhundert oder 14. Jahrhundert |